# ویلیتون
ویلیتون (به انگلیسی: Williton) یک محله مدنی و شهرک در بریتانیا است که در سامرست وست و تاونتون واقع شده‌است. ویلیتون ۲٬۶۰۷ نفر جمعیت دارد.